# بول ريتر
بول ريتر (بالإنجليزية: Paul Ritter)‏ (20 ديسمبر 1966 -5 أبريل 2021)، هو ممثل بريطاني، معروف بالدور الذي قدمه في فيلم “هاري بوتر”، ولد في كنت في المملكة المتحدة،

## وفاته
توفي في 5 أبريل 2021، إثر معاناته من ورم في المخ.

## أعمال

### أفلام
- (2008) كم من العزاء[12]
- (2011) النسر[13][14]
- (2014) متتالية فرنسية[15][16]

## ترشيحات
- جائزة توني لأفضل ممثل في مسرحية [الإنجليزية]‏ (2009)

## وصلات خارجية
- بول ريتر على موقع IMDb (الإنجليزية)
- بول ريتر على موقع ألو سيني (الفرنسية)
- بول ريتر على موقع ميوزك برينز (الإنجليزية)
- بول ريتر على موقع قاعدة بيانات برودواي على الإنترنت (الإنجليزية)
- بول ريتر على موقع قاعدة بيانات الفيلم (الإنجليزية)
- بول ريتر على موقع كينوبويسك (الروسية)